# Farthest Frontier
Farthest Frontier (eng. etwa „Am weitesten entfernte Grenze“) ist ein Aufbauspiel des amerikanischen Entwicklerstudios Crate Entertainment.

## Spielinhalt
Bei Farthest Frontier handelt es sich um ein klassisches Aufbauspiel. Der Spieler hat die Aufgabe, in der Wildnis weit entfernt von der Zivilisation eine Stadt zu erbauen und sich um die Einwohner dieser Stadt zu kümmern. Es gibt keinen Mehrspielermodus. Das Spiel wird beschrieben als „eine Mischung aus Anno, Banished und zum Teil auch Die Siedler“.

## Entwicklung
Farthest Frontier ist das erste Strategiespiel des Studios, welches zuvor lediglich das ARPG Grim Dawn entwickelt hat. Verwendet wird die Spiel-Engine Unity. Das Spiel wurde am 9. August 2022 als Early-Access-Version veröffentlicht und wird seitdem aktiv weiterentwickelt. So wurden etwa im Sommer 2023 Inhalte wie beispielsweise religiöse Gebäude und Tempel hinzugefügt.

## Rezeption
Die Fachzeitschrift PC Games Hardware berichtet, dass das Spiel bei der Veröffentlichung 17.000 gleichzeitige Spieler auf der Plattform Steam erreichte und über 90 % der abgegebenen Nutzerrezensionen positiv waren. Redakteur Fritz Büttner bezeichnete das Spiel als „manchmal verwirrende, aber definitiv spaßige Aufbaustrategie“.